# Jin-Yi Cai
Jin-Yi Cai (en chinois : 蔡进), né le 23 janvier 1961  à Shanghai, est un mathématicien et informaticien sino-américain. Il est professeur d'informatique, et également professeur de mathématiques titulaire de la chaire Steenbock
, à l'université du Wisconsin à Madison. 

## Biographie
Cai fait des études de mathématiques à l'université Fudan et obtient son diplôme en 1981. Il obtient ensuite une maîtrise à l'université Temple en 1983, et une autre maîtrise à l'université Cornell en 1985 ; il obtient son Ph. D. à Cornell en 1986, avec Juris Hartmanis comme directeur de thèse avec une thèse intitulée « On Some Most Probable Separations of Complexity Classes ».
Il est membre du corps enseignant à l'université Yale (1986-1989), à l'université de Princeton (1989-1993) et à l'université d'État de New York à Buffalo (1993-2000), passant de professeur assistant à titulaire en 1996. Il devient professeur d'informatique à l'université du Wisconsin à Madison en 2000.

## Recherche
Les recherches de Jin-Yi Cai portent sur l'informatique théorique, en particulier sur la théorie de la complexité informatique. Il a travaillé notamment sur la classification des problèmes de comptage, en particulier le comptage des morphismes de graphes, des problèmes de satisfaction de contraintes et les problèmes de Holant dans leurs aspects liés aux algorithmes holographiques. C'est pour un article avec Xi Chen qu'il a obtenu le prix Gödel en 2021.

## Prix et récompenses
Cai a obtenu un Presidential Young Investigator Award, une bourse Sloan et une bourse Guggenheim. Il est lauréat d'un médaille Morningside en 2004 et d'un prix de recherche Humboldt pour les scientifiques seniors. Il a été élu fellow de l'Association for Computing Machinery (2001), de l'Association américaine pour l'avancement des sciences (2007) et membre de l'Academia Europaea (2017),. Il est l'un des récipiendaires du prix Gödel en 2021, pour son article intitulé : Complexity of Counting CSP with Complex Weights. Il a également reçu le prix Fulkerson en mathématiques discrètes décerné par l'American Mathematical Society et la Mathemtical Programming Society.